# Malte Stefansson
Malte Stefansson (* 4. April 2000 in Mora, Dalarnas län) ist ein schwedischer Biathlet. Seit 2020 startet er im Weltcup.

## Sportliche Laufbahn
Malte Stefansson betreibt zwar bereits seit seinem elften Lebensjahr Biathlon, nahm aber als Junior zunächst an nationalen Skilanglaufbewerben teil. Dabei erzielte er Ende 2017 in Idre einen dritten Rang als bestes Ergebnis, zudem standen bis 2018 zwei Teilnahmen an FIS-Rennen zu Buche. Seine erste internationale Meisterschaft im Biathlon war die Jugendweltmeisterschaft 2018, wo der Schwede allerdings nicht überzeugen konnte. Zu Beginn der Saison 2019/20 startete Stefansson erstmals im IBU-Cup und blieb den gesamten Winter auf dieser Ebene. Erste Ranglistenpunkte gab es mit Rang 33 beim Massenstart60 in Ridnaun, welchen er als 22. in derselben Wettkampfform in Martell unterbot. Zwar waren seine Rennen am Schießstand durchgehend stark fehlerbehaftet, trotzdem gab der Schwede mit 20 Jahren im Folgewinter sein Debüt im Weltcup. Nach Platzierungen außerhalb der besten 70 in den Rennen von Kontiolahti und Hochfilzen wurde er wieder aus dem starken schwedischen Weltcupteam genommen und wusste im IBU-Cup am Arber auf ganzer Linie zu überzeugen. Im ersten Sprintrennen traf Stefansson erstmals in seiner Karriere alle zehn Scheiben und wurde Neunter, gefolgt vom zehnten Rang im Kurzeinzel und Platz 5 mit der Mixedstaffel um Oskar Brandt, Ingela Andersson und Anna Magnusson. Auch in der Single-Mixed-Staffel gelang ihm am Ende der Saison in Obertilliach ein solcher fünfter Rang.

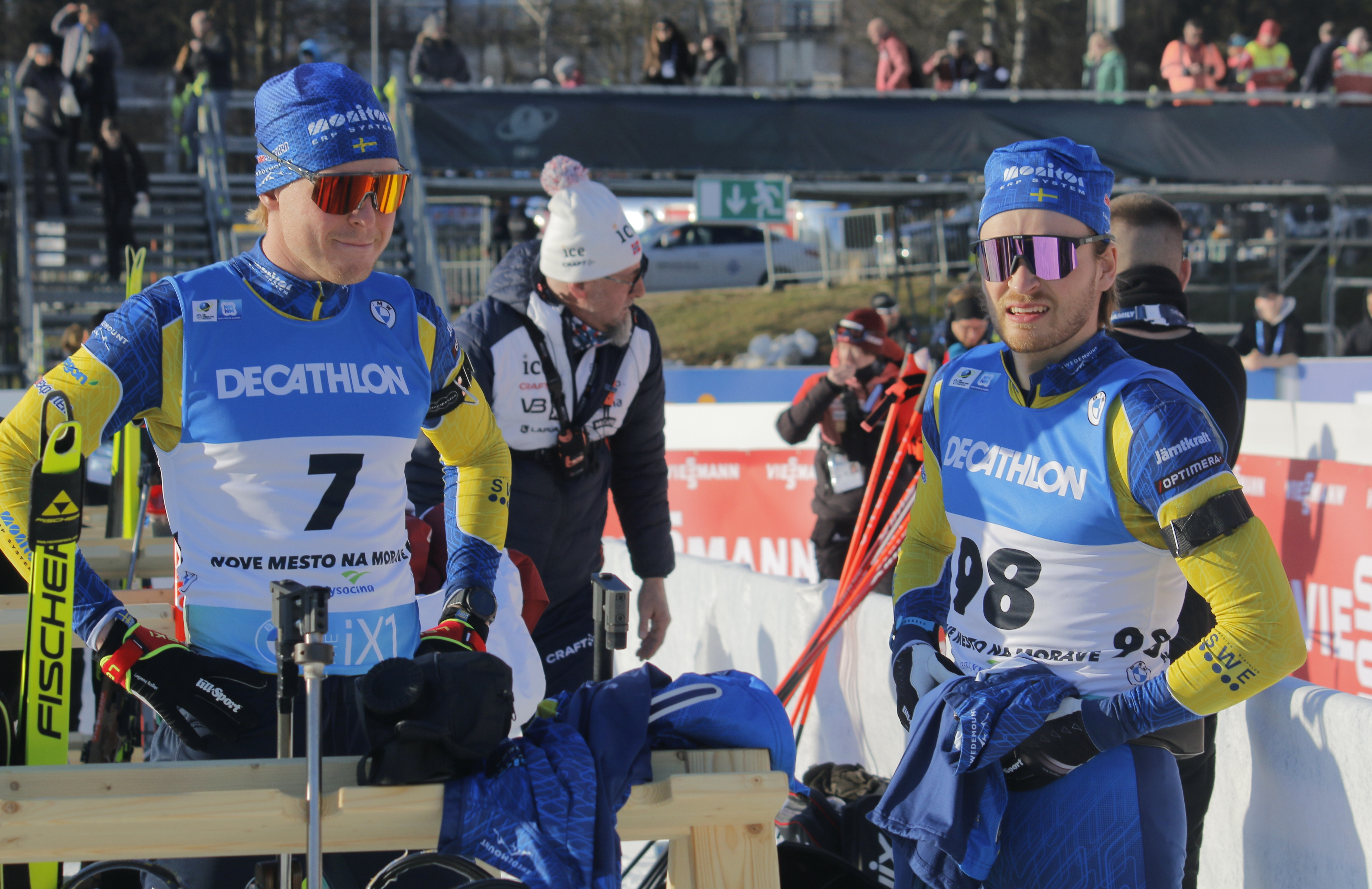
Stefansson (rechts) und Emil Nykvist 2023 in Nové Město

2021/22 gehörte Stefansson die komplette Saison zum Weltcupaufgebot und verbesserte seine Leistungen klar. So erreichte er in Hochfilzen seinen ersten Verfolger und sammelte dort als 40. auch einen ersten Wertungspunkt ein. Auch lief er dort als Ersatz für den erkrankten Jesper Nelin seine erste Weltcupstaffel und wurde Fünfter, nachdem er das Rennen von Martin Ponsiluoma in Führung liegend übernommen hatte. Aufgrund seiner guten Leistungen wurde der Schwede als sechster Athlet für die Olympischen Spiele von Peking nominiert, bekam aber erwartungsgemäß keinen Einsatz. Am Ende der Saison erzielte er in Oslo die Plätze 34 und 38 und stellte damit persönliche Bestleistungen auf. Nachdem Stefansson im ersten Trimester des Winters 2022/23 im IBU-Cup lief, wurde er zu den Wettkämpfen auf der Pokljuka wieder ins Weltcupteam integriert und unterbot sein bisheriges Bestergebnis mit Rang 33 in der Verfolgung. Seine erste internationale Medaille gewann er bei den Europameisterschaften, indem er mit Tilda Johansson, Stina Nilsson und Anton Ivarsson Bronze in der Mixedstaffel ergatterte. Bei seinem Heimweltcup in Östersund zeigte der Schwede mit Rang 24 im Einzel auf und verpasste seinen ersten Podestplatz mit Jesper Nelin, Martin Ponsiluoma und Peppe Femling als Vierter nur knapp, im Gesamtweltcup erreichte er Rang 64.
Nach einem katastrophalen Start in den Weltcupwinter 2023/24 wurde Stefansson nach dem Jahreswechsel aus der Nationalmannschaft genommen und startete für den Rest der Saison im IBU-Cup. Auch dort verbaute er sich vor allem mit vielen Schießfehlern gute Resultate, erzielte aber sein Topergebnis bei den Europameisterschaften in Osrblie, wo der Schwede Rang acht im Einzel belegte. In der Saison 2024/25 startete er zwar wieder regelmäßig im Weltcup, erzielte aber nur in zwei Wettkämpfen Ranglistenpunkte und bekam deshalb auch keinen WM-Einsatz.

## Persönliches
Stefansson stammt aus Oxberg in der Gemeinde Mora, startet für den dortigen Skiclub und lebt am Biathlonstützpunkt in Östersund.

## Statistiken

### Weltcupplatzierungen
Die Tabelle zeigt alle Platzierungen (je nach Austragungsjahr einschließlich Olympische Spiele und Weltmeisterschaften).
- 1.–3. Platz: Anzahl der Podiumsplatzierungen
- Top 10: Anzahl der Platzierungen unter den ersten zehn (einschließlich Podium)
- Punkteränge: Anzahl der Platzierungen innerhalb der Punkteränge (einschließlich Podium und Top 10)
- Starts: Anzahl gelaufener Rennen in der jeweiligen Disziplin
- Staffel: inklusive Mixed- und Single-Mixed-Staffeln

| Platzierung               | Einzel | Sprint | Verfolgung | Massenstart | Staffel | Gesamt |
| ------------------------- | ------ | ------ | ---------- | ----------- | ------- | ------ |
| 1. Platz                  |        |        |            |             |         |        |
| 2. Platz                  |        |        |            |             |         |        |
| 3. Platz                  |        |        |            |             |         |        |
| Top 10                    |        |        |            |             | 3       | 3      |
| Punkteränge               | 1      | 4      | 3          |             | 4       | 12     |
| Starts                    | 8      | 26     | 8          |             | 4       | 46     |
| Stand: Saisonende 2024/25 |        |        |            |             |         |        |

### Weltcupwertungen
Ergebnisse bei Weltcups (Disziplinen- und Gesamtweltcup) gemäß Punktesystem.
| Saison  | Einzel | Einzel | Sprint | Sprint | Verfolgung | Verfolgung | Massenstart | Massenstart | Gesamt | Gesamt |
| Saison  | Platz  | Punkte | Platz  | Punkte | Platz      | Punkte     | Platz       | Punkte      | Platz  | Punkte |
| ------- | ------ | ------ | ------ | ------ | ---------- | ---------- | ----------- | ----------- | ------ | ------ |
| 2021/22 | –      | –      | 85.    | 7      | 76.        | 4          | –           | –           | 88.    | 11     |
| 2022/23 | 46.    | 17     | 78.    | 7      | 68.        | 8          | –           | –           | 64.    | 32     |
| 2024/25 | –      | –      | 65.    | 10     | –          | –          | –           | –           | 77.    | 10     |

### Jugend-/Juniorenweltmeisterschaften
Stefansson nahm bis 2019 an den Jugend-, ab 2020 an den Juniorenwettkämpfen teil.
| Weltmeisterschaften | Weltmeisterschaften | Einzelwettbewerbe | Einzelwettbewerbe | Einzelwettbewerbe | Herrenstaffel |
| Jahr                | Ort                 | Einzel            | Sprint            | Verfolgung        | Herrenstaffel |
| ------------------- | ------------------- | ----------------- | ----------------- | ----------------- | ------------- |
| 2018                | Otepää              | 62.               | 69.               | –                 | 12.           |
| 2019                | Osrblie             | 26.               | 47.               | 49.               | 19.           |
| 2020                | Lenzerheide         | 66.               | 30.               | 22.               | 8.            |
| 2021                | Obertilliach        | 69.               | 17.               | 19.               | 9.            |